# ボアブディル
ムハンマド11世（アラビア語: أبو عبد الله محمد الثاني عشر Abū ‘Abd Allāh Muḥammad al-thānī ‘ashar アブー・アブドゥッラー・ムハンマド11世）、またはスペイン語でボアブディル（アブー・アブドゥッラーの訛り）（Boabdil, 1460年? - 1527年）は、ナスル朝（グラナダ王国）の最後の君主（在位：1482年 - 1483年、1487年 - 1492年）。「エル・チコ」（el Chico, 小さい）、「ズガービー」（الزغابي、西: el Zogoybi、不運）とあだ名された。

## 生涯

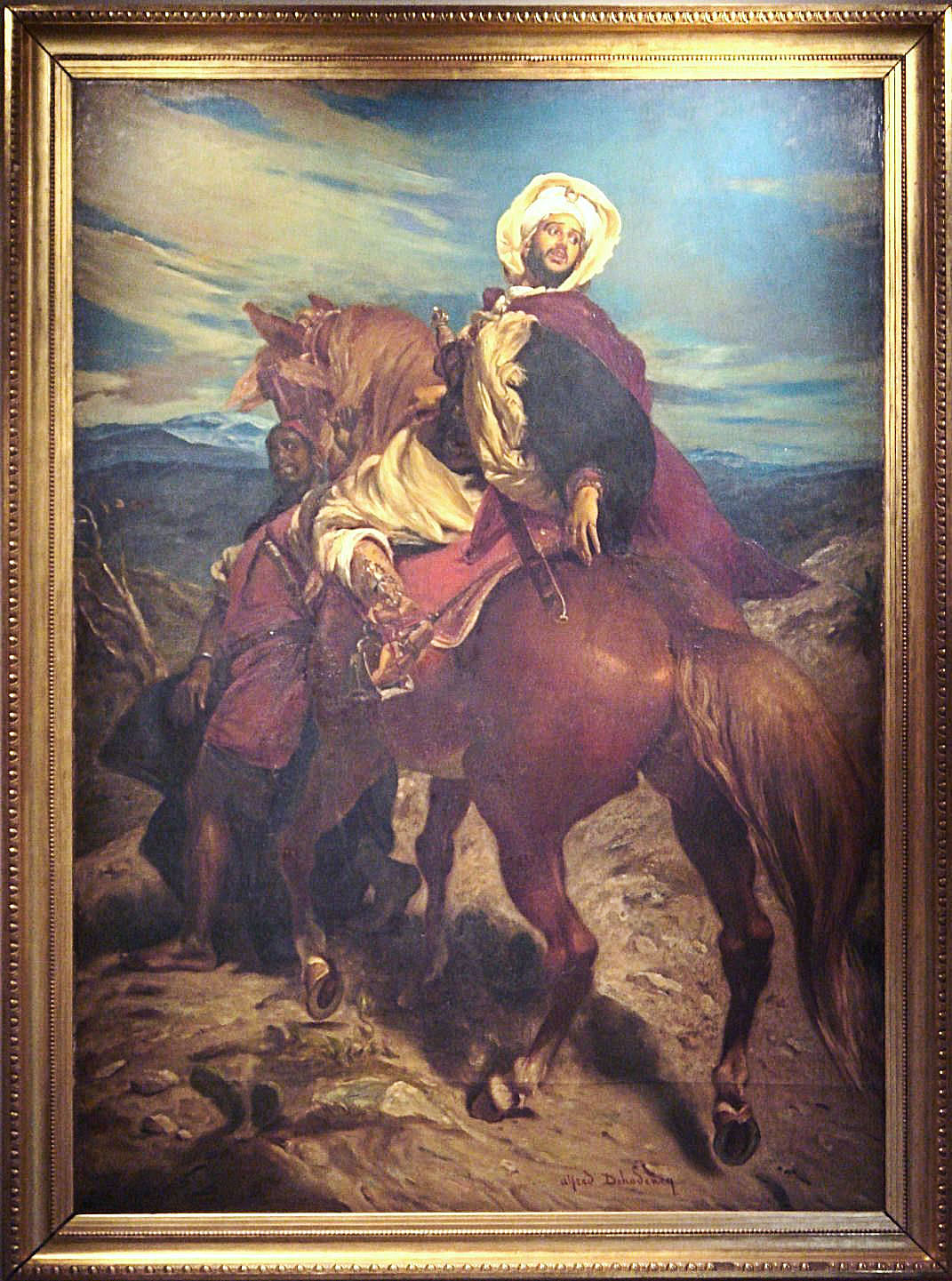
Les Adieux du roi Boabdil à Grenade（試訳：『ボアブディル王のグラナダへの告別』）、アルフレッド・デオダンク画、1860年ごろ。

1482年、父ムレイ・アブル・ハッサン（アブルハサン・アリー）との対立の中、グラナダタイファの王位を自称し、父および叔父ムハンマド12世と抗争を続けた。父を追放した後、カスティーリャ王国に侵攻しようとするが、1483年にルセーナ（ルセーナの戦い）で捕虜になり、グラナダをカスティーリャとアラゴン王国の属国とすることで解放された。その後も父と叔父との抗争に明け暮れ、最終的に1491年にカトリック両王にグラナダを引き渡す協定に調印した。そして翌1492年1月2日、ボアブディルはカトリック両王にアルハンブラ宮殿の鍵を引き渡し、ナスル朝は滅亡した。

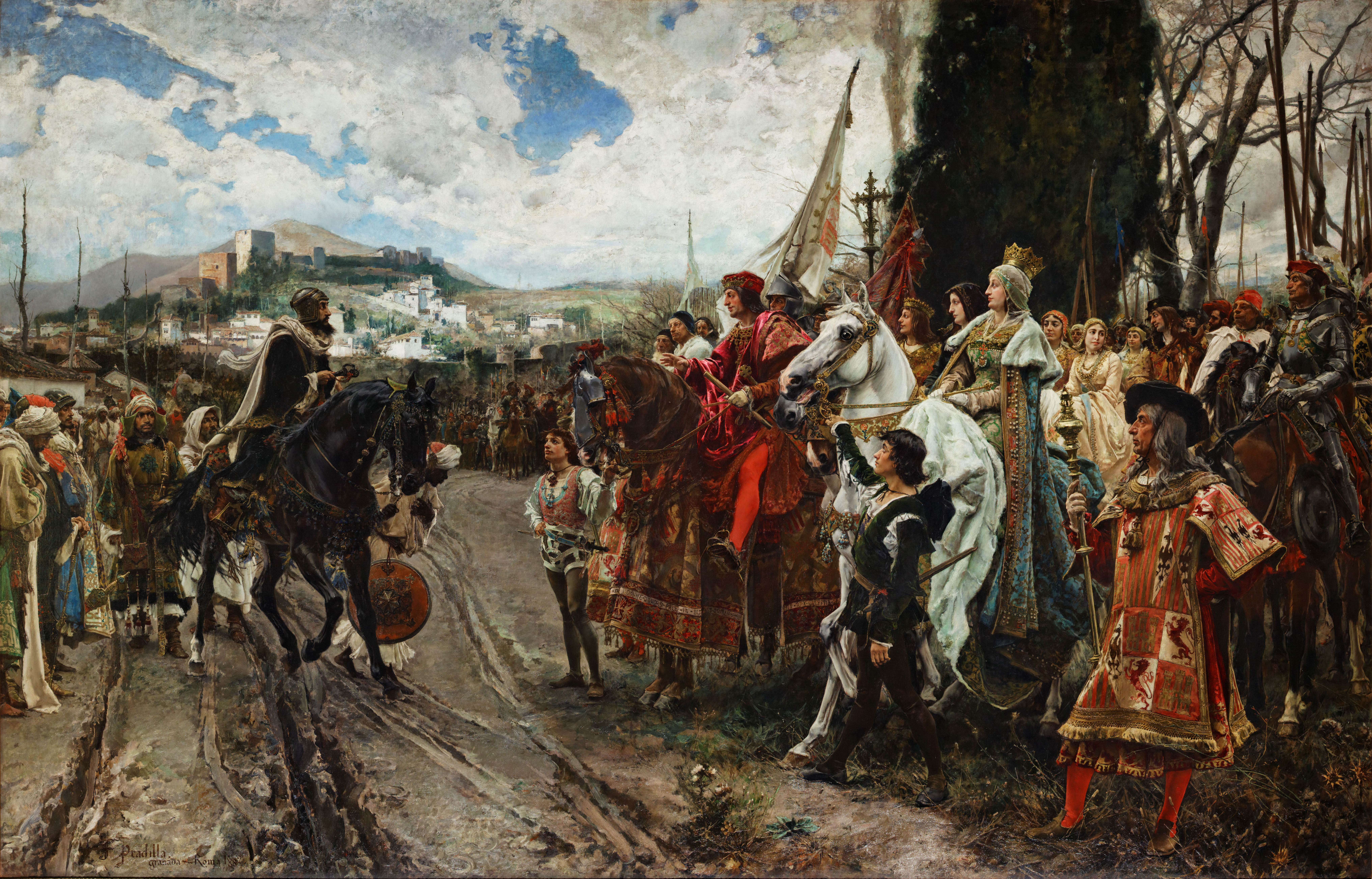
1492年のグラナダ陥落

ナスル朝が滅亡した後、ムハンマド11世は追放され、アフリカに渡った。アフリカに渡る前、グラナダの景色を目に焼き付けようと高地でグラナダを見渡したという伝説があり、この伝説によれば、ムハンマド11世がグラナダを見渡した場所が現代のプエルト・デル・ススピロ・デルモロだという。アフリカで戦いに身を投じ、最後には戦死した。